# Éric Deschodt
Pour les articles homonymes, voir Deschodt.
Éric Deschodt, né le 30 mars 1937, est un journaliste, écrivain et traducteur français. Il a signé des romans policiers sous le pseudonyme de Bernard-Paul Lallier.

## Biographie
D'origine flamande, il est le frère d'Anne-Marie Deschodt et le père de Régis Descott.
Après une année de classe préparatoire littéraire, il devient en 1959 journaliste pour Radio France, puis exerce divers métiers : vendeur de machines agricoles, représentant en peinture, éditeur d'art, pisciculteur en Camargue. Il revient finalement au journalisme et travaille successivement pour plusieurs publications, notamment Jours de France, Valeurs actuelles et au Figaro Magazine.
Sous le pseudonyme de Bernard-Paul Lallier, il publie Le Saut de l'ange (1968), un roman policier qui remporte la même année le prix du Quai des Orfèvres et est adapté sous le titre éponyme au cinéma par Yves Boisset en 1971. Le roman connaît une suite, L'Ange du paradis, paru en 1969. En 1977, Deschodt reprend le même pseudonyme pour écrire le thriller Terreur à Nantes.
Éric Deschodt a fait paraître sous son patronyme des essais, notamment sur l'aviation française et la fabrication du cigare, une dizaine de romans, dont un roman policier, et des biographies d'Antoine de Saint-Exupéry, Octave Mirbeau, André Gide, Agrippa d'Aubigné, Gustave Eiffel et Attila. Il a également signé des traductions, dont celles de Ceux de Falesa de Robert Louis Stevenson et de romans policiers de Mickey Spillane.

### Prises de position
Directeur de la revue Réaction, il signe en 1999 la pétition « Les Européens veulent la paix » pour s'opposer à la guerre en Serbie, initiée par le collectif Non à la guerre.

## Œuvre

### Romans
- Les Demoiselles sauvages, Paris, Jean-Claude Lattès, 1977
- Le Général des galères, Paris, Jean-Claude Lattès, 1979
- Les Îles captives, Paris, Jean-Claude Lattès, 1981
- La Gloire au Liban, Paris, Jean-Claude Lattès, 1982
- Le roi a fait battre tambour, Paris, Jean-Claude Lattès, 1984
- Eugénie, les larmes aux yeux, Paris, Jean-Claude Lattès, 1985
- Le Royaume d'Arles, Paris, Jean-Claude Lattès, 1988
- Le Seul Amant, Paris, Seuil, 2000 (en collaboration avec Jean-Claude Lattès)
- Le Scorpion d'or, Paris, La Table Ronde, 2003
- Marguerite et les Enragés : meurtre à Florence, Paris, Seuil, 2004 (en collaboration avec Jean-Claude Lattès)
- Iphigénie Vanderbilt, Paris, Robert Laffont, 2011
- Les Amants du grand monde, Paris, Éditions de Fallois, 2013
- Penjab, Paris, Éditions de Fallois, 2016
- Abus de fortune, Paris, Éditions de Fallois, 2017

### Romans policiers signés Bernard-Paul Lallier
- Le Saut de l'ange, Paris, Fayard, 1968 ; réédition, Genève, Édito-Service, « Les Classiques du crime » no 61, 1984
- L'Ange du paradis, Paris, Fayard, 1969
- Terreur à Nantes, Paris, Librairie des Champs-Élysées, Le Masque no 1489, 1977

### Essais
- La France envolée : l'aviation et la décadence 1906-1976, Paris, Société de production littéraire, 1977
- Mirabeau, roman d'une terre de France, Paris, Jean-Claude Lattès, 1989
- Histoire du Mont-de-Piété, Paris, Le Cherche-Midi, 1993
- L'ABCdaire du cigare, Paris, Flammarion, « Art de vivre », 1996
- Le Cigare, Paris, Éditions du Regard, 1996
- D'un musée l'autre en Picardie, Paris, Éditions du Regard, 1996
- So British: Old England, Paris, Paris, Éditions du Regard, 2002
- Château Lagrézette, Paris, Éditions du Regard, 2005 (en collaboration avec Alain-Dominique Perrin)
- Lafite Rothschild, Paris, Éditions du Regard, 2009

### Biographies
- Saint-Exupéry, Paris, Jean-Claude Lattès, 1980
- Gide : le « contemporain capital », Paris, Perrin, 1991
- L'Orgueil du guerrier : Claude Barrès, Paris, Perrin, 1994
- Agrippa d'Aubigné : le guerrier inspiré, Paris, Robert Laffont, 1995
- Gustave Eiffel : un illustre inconnu, Paris, Pygmalion, 2002
- Attila, Paris, Gallimard, Folio. Biographies no 13, 2006
- Pour Clemenceau, Paris, Éditions de Fallois, 2014

## Prix et récompenses
- Prix du Quai des Orfèvres 1968, décerné à Le Saut de l'ange, roman signé du pseudonyme Bernard-Paul Lallier
- Prix Roland de Jouvenel 1981, décerné à Saint-Exupéry
- Prix Roland de Jouvenel 1984, décerné à Le roi a fait battre tambour
- Prix de la biographie 1996, décerné à Agrippa d’Aubigné, le guerrier inspiré

## Adaptation cinématographique
- 1971 : Le Saut de l'ange, film français réalisé par Yves Boisset, avec Jean Yanne, Senta Berger et Sterling Hayden

## Sources
- Jacques Baudou et Jean-Jacques Schleret, Le Vrai Visage du Masque, Volume 1, Paris, Futuropolis, 1984, p. 273 (Bernard-Paul Lallier).